# Afrika InTouch
Afrika InTouch er en dansk kristen børne- og ungdomsorganisation, hvis mål er at formidle inspiration fra Afrika til Danmark og at fremme børn og unges vilkår i Afrika. Organisationen blev stiftet i 1993 og har i dag omkring 1300 medlemmer. 